# Яманака, Садао
Садао Яманака (яп. 山中 貞雄, англ. Yamanaka Sadao, 7 ноября 1909, Киото, Япония — 17 сентября 1938, Кайфэн, Китайская Республика) — японский режиссёр немого кино, реформатор японского кинематографа.

## Биография
Садао Яманака родился 7 ноября 1909 года в Киото. Начал свою карьеру в японской киноиндустрии в возрасте двадцати лет как автор сценариев и ассистент режиссёра в компании Макино. В 1932 году он начал работать в Kanjuro Productions, небольшой независимой кинокомпании. Здесь он поставил свои первые фильмы. Все они относились к жанру дзидайгэки — исторического костюмного фильма, посвящённого прославлению самурайских подвигов. Режиссёр отличался плодовитостью. Только в первый год в Kanjuro он сделал шесть фильмов. Талант Яманаки привлёк внимание кинокритика Мацуо Киши, который познакомил его с крупными фигурами в киноиндустрии и добился для молодого режиссёра возможности создания фильмов, которые избегали клише и ориентировались на социальные проблемы. В конце концов режиссёр поселился в Киото и стал работать для компании Nikkatsu. Его фильмы были немыми, так как звук не получил распространение в Японии до 1935—1936 годов.
Яманака был режиссёром лишь в течение пяти лет, но ему удалось создать 24 фильма, из которых только три сохранились до наших дней.
Фильм «Танге Сазэн и Горшок стоимостью в миллион рё» («Tange Sazen yowa: Hyakuman ryo no tsubo») был снят в 1935 году. Он считается лучшей из многочисленных экранизаций истории о Танге Сазэне, одноглазом и одноруком ронине. История Сазена — не типичный для 30-х годов XX века сюжет об умелом обращении с оружием, а комедия ошибок, в которую втянут главный герой.
В 1936 году Садао Яманака снял фильм «Сосюн Котияма» («Kôchiyama Sôshun»). Герой фильма — авантюрист, прикрываясь саном священника, отбирающий деньги у самураев. В своей экранизации пьесы театра Кабуки XIX века, известной как «Котияма и Наодзиро» («Kochiyama to Naozamurai», автор — драматург Каватакэ Мокуами (1816—1893), премьера состоялась в 1881 году) Яманака намеренно смешивает жанры: снимая в декорациях исторической костюмной драмы, он привносит мягкость, свойственную жанру «современной драмы» (сёмингэки), которая ассоциировалась в кино с декорациями современной жизни… В работе над фильмом основные роли исполняли актёры театра «Дзэнсиндза». В этом фильме Яманака выступил и как соавтор сценария.
Фильм «Человечность и бумажные шары» («Ninjō kami fūsen») Садао Яманака снял в 1937 году. Сценарий фильма написан по пьесе «Парикмахер Синдза» того же японского драматурга Каватакэ Мокуами, в своё время она предназначалась для театра Кабуки. Беспощадная реалистичность показа жизни трущоб Эдо, сатирическое к самурайскому кодексу, пессимизм вызвали недовольство японской цензуры. В фильме нет положительного персонажа. Место действия находится за пределами закона, власть в руках разбойников. Для розыска пропавшей девушки нанимаются бандиты, хорошо знающие ситуацию и обладающие реальной властью в городе. В фильме играют театральные актёры, но признаки театра Кабуки отсутствуют: колотушки, сямисэн, сказитель баллад, типичный театральный грим.
После завершения съёмок этого фильма Садао Яманака был направлен в действующую армию. Утверждали, что это была расплата за свободомыслие и независимость режиссёра. В Маньчжурии он заболел дизентерией и от острого осложнения скончался.

## Особенности творчества и судьба наследия
«Изобразительная эстетика Садао Яманаки лишена выпуклых монтажных экспериментов… и визуально контрастных ходов… Но при этом, можно отметить, что для фильмов Яманаки была характерна полнота изображения, оставляющая чувство удовлетворения, какое испытываешь от гармонично построенного произведения. Уместно заметить, что у режиссёра развито чувство пространства. На первый взгляд может показаться, что в рамке экрана „душно“: эпизоды сняты, главным образом, в павильонах, средними планами, кадр „захламлен“ далёкими от изыска декорациями и статистами. Но те же статисты, актёры второго плана, вписываются в общий фон, создавая впечатление органично построенной мизансцены, чем отличаются именно театральные представления»— Владислав Шувалов. Садао Яманака: мат в три хода. Музей кино.
Яманака был хорошо знаком с Ясудзиро Одзу и оказал значительное воздействие на формирование творческой манеры Акира Куросавы. Фильмы Яманаки долгое время считались утраченными, но три из них были обнаружены. Международную известность Яманака приобрёл после показа в New York City’s Museum of Modern Art его фильмов в составе ретроспективы «Early Autumn: Masterworks of Japanese Cinema from the National Film Center, Tokyo» в 2005 году. В 2008 году его фильмы были показаны на ретроспективе в московском Музее кино.

## Галерея

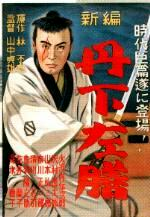
Танге Сазэн и Горшок стоимостью в миллион рё. Постер
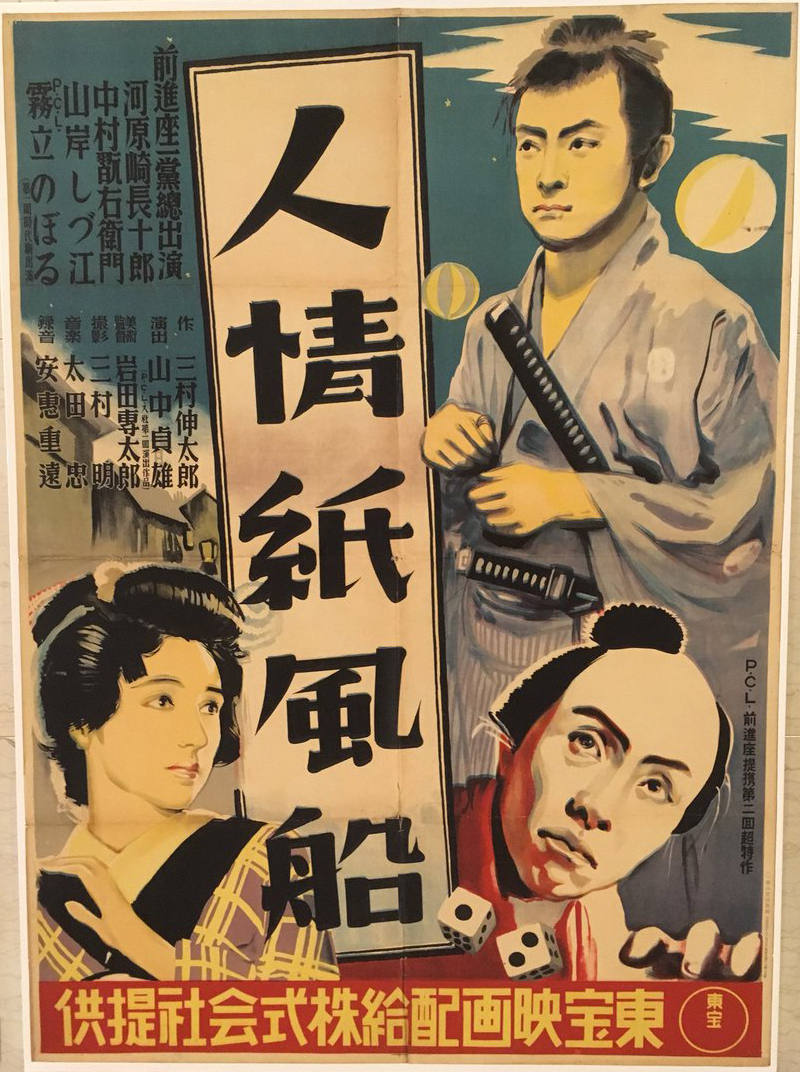
Человечность и бумажные шары. Постер

## Фильмография (сохранившиеся фильмы)
| Год  | Название                                     | Оригинальное название                                                                              | Основа сюжета                                                | Студия   |
| ---- | -------------------------------------------- | -------------------------------------------------------------------------------------------------- | ------------------------------------------------------------ | -------- |
| 1935 | Танге Сазэн и Горшок стоимостью в миллион рё | The Million Ryo Pot или Tange Sazen Yowa: Hyakuman Ryo no Tsubo (丹下左膳余話 百万両の壺), 92 мин. |                                                              | Nikkatsu |
| 1936 | Сосюн Котияма                                | Kōchiyama Sōshun (河内山宗俊), 82 мин.                                                             | Пьеса Кабуки «Котияма и Наодзиро» Мокуами Каватакэ, 1881 год | Nikkatsu |
| 1937 | Человечность и бумажные шары                 | Humanity and Paper Balloons или Ninjô kami fûsen (人情紙風船), 86 мин.                             | Пьеса Кабуки «Парикмахер Синдза» Мокуами Каватакэ            | Nikkatsu |